# Tagesschau24
Tagesschau24 là đài truyền hình của ARD, được phát sóng như một phần của Bouquets ARD digital. Trọng tâm phát sóng trên Tagesschau24 các chương trình tin tức, phóng sự, phim tài liệu và các chương trình khác. Chủ sở hữu Tagesschau24 thuộc về Norddeutscher Rundfunk (NDR) và ARD.

## Logo

1997-2005
2005-2012
2012-
HD logo, 2012-

Vào tháng 5 năm 2014, tagesschau24 có chữ và nhãn hiệu ARD đã bị xóa khỏi logo ở góc dưới bên phải. Chữ "HD" được đặt dưới số 24 trong hình bán nguyệt.